# Sennertia bifilis
Sennertia bifilis es una especie de ácaro del género Sennertia, familia Chaetodactylidae. Fue descrita científicamente por Canestrini en 1897.
Habita en Papúa Nueva Guinea (Madang).